# Ognica (Świnoujście)
Ognica (niem. Werder lub niem. Stromwerder ) – część miasta Świnoujścia na wyspie Wolin przy drodze krajowej nr 93. 

## Charakterystyka

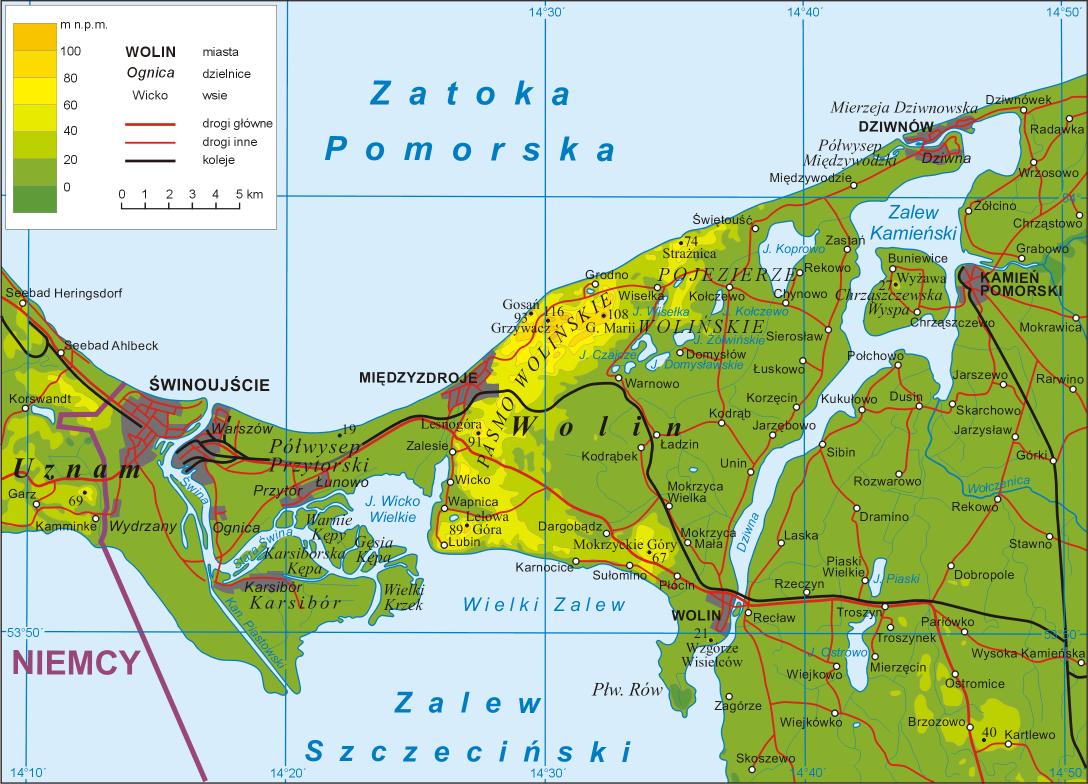
Mapa wyspy Wolin z zaznaczoną Ognicą

Leży nad Świną, przez którą kursują promy przeprawy promowej „Karsibór” do centrum miasta. Od północy graniczy z Warszowem, od wschodu z Przytorem. Na południu od Karsiboru oddzielona korytem Starej Świny przez którą przerzucono oddany do eksploatacji w 1966 Most Piastowski. Przez Ognicę kursuje tylko jedna linia autobusowa.
W latach 1991–2004 Ognica współtworzyła jednostkę pomocniczą – Sołectwo Karsibór-Ognica.
Do 1945 nazywała się Werder. W 1947 ustalono urzędowo polską nazwę Ognica.
Dawna wieś, włączona w granice Świnoujścia 1 kwietnia 1939. W 1945 roku Ognicę wyłączono ze Świnoujścia i utworzono w niej odrębną gromadę Ognica (obejmująca Ognicę, Klicz i Łężycę) w gminie Przytór. W kolejnych latach z gromady Ognica wyodrębniono Klicz jako samodzielną gromadę w gminie Przytór. Wraz z reformą administracyjną znoszącą gminy, Ognicę włączono do nowo utworzonej gromady Przytór (obejmującej również Przytór). Gromadę Przytór zniesiono 1 stycznia 1972, a jej obszar włączono w obręb miasta Świnoujście w tymże powiecie, w związku z czym Ognica po raz drugi stała się integralną częścią Świnoujścia.